# Thiago Pantaleão
Thiago Caitano Romeiro Pantaleão (Vassouras, 5 de septiembre de 1997), conocido por su nombre artístico Thiago Pantaleão, es un cantante, compositor y bailarín brasileño.

## Biografía
Nacido en Vassouras, Río de Janeiro, Pantaleão se crio en Paracambi, en la región metropolitana. Hijo de una jornalera y un camionero, se enamoró de la música desde niño, cuando comenzó a cantar en la iglesia evangélica. Según el artista, su madre fue su primera “diva del gospel ”, pues la acompañaba cantando en el escenario de la iglesia, junto a su padre, quien era uno de los músicos.
Siendo todavía un adolescente, Pantaleão se identificaba como persona LGBT+, pero pronto fue etiquetado como gay y, a pesar de sentirse también atraído por las chicas, no era considerado una opción para ellas. Según el cantante, nunca tuvo problemas con la iglesia por su orientación sexual, pero su aceptación personal fue muy difícil debido a su educación más conservadora y a que, a lo largo de su adolescencia, perdió casi todas sus amistades cuando salió del armario. En cierto momento, optó por abandonar la institución religiosa. Antes de destacarse en TikTok, Pantaleão trabajó como consultor comercial en CNA Idiomas.

## Carrera

### 2020-2022: principio yFim do Mundo
En 2020, Pantaleão inició su carrera musical lanzando tres sencillos, entre ellos Tipo Iza, que rápidamente logró una gran respuesta del público y llamó la atención de grandes nombres de la música nacional, como Liniker y la propia Iza, mencionada en el título. Fue a través de las redes sociales que el cantante encontró la oportunidad de mostrar su voz y sus composiciones. A través de su perfil de Twitter, Iza le deseó éxito e incluso compartió el video musical de Pantaleão. Liniker, por su parte, elogió la música, la armonía y la forma de cantar del artista. Estos gestos sirvieron como un incentivo adicional para iniciar la carrera profesional de Pantaleão. En 2021, lanzó el sencillo "Te Deixo Crazy", en colaboración con Danny Bond, con el que entró en la escena pop nacional: en menos de seis meses, el tema alcanzó más de 3 millones de reproducciones combinadas en las plataformas YouTube y Spotify.
En 2022, Pantaleão se volvió viral en las redes sociales luego de compartir fotos luciendo un bikini de ganchillo elaborado por su madre, la artesana Bianca Pantaleão. El bikini se inspiró en el modelo utilizado por Jade Picon en la vigésima segunda temporada de Gran Hermano Brasil. Fue tal el éxito que Pantaleão fue invitado a participar del Vogue Ball, un tradicional evento de moda que se realiza anualmente en el Copacabana Palace. Meses después, Pantaleão firmó contrato con el sello discográfico Som Livre, y anunció su sencillo " Desculpa por Eu Não Te Amar ", que fue un éxito en TikTok, siendo utilizada en varios videos de la plataforma y ganando más de 1 millón de visitas en YouTube. En septiembre del mismo año, Pantaleão lanzó su primer álbum de estudio titulado Fim do Mundo, trayendo una mezcla de sonidos de los géneros pop y rock, con referencias inspiradas en superhéroes, anime y k-pop. Su primera actuación en un programa de televisión fue en Música Boa Ao Vivo, en Multishow, donde Pantaleão cantó junto a artistas como Gloria Groove, Priscilla y Grag Queen. Además fue invitado a realizar una presentación en el pre-show de los Premios Multishow de la Música Brasileña 2022.

### 2023-presente:NOVA ERA
En noviembre de 2023 lanzó el EP llamado NOVA ERA Part. I, la primera parte de un proyecto artístico que indaga en su pasado para comprender el presente del artista.

## Vida personal
Durante una entrevista con Universo Online, Pantaleão afirmó que se considera bisexual.

## Discografía

### Álbumes de estudio
- Fim do mundo (2022)

### EPs
- NOVA ERA Parte. I (2023)

### Sencillos
- «Te Deixo Crazy»
- «Sócia»
- «Desculpa por Eu Não Te Ama»

## Premios y nominaciones
| Año  | Premio           | Categoría                              | Nominación                                     | Resultado | Ref.          |
| ---- | ---------------- | -------------------------------------- | ---------------------------------------------- | --------- | ------------- |
| 2021 | BreakTudo Awards | Colaboración Nacional                  | «Te Deixo Crazy (com Danny Bond)               | Nominado  | [ 25 ]        |
| 2022 | BreakTudo Awards | Nuevo Artista Nacional                 | Thiago Pantaleão                               | Nominado  | [ 26 ]        |
| 2022 | Prêmio Potências | Experimente / Revelação / Novin do Ano | Thiago Pantaleão                               | Ganador   | [ 27 ]        |
| 2023 | Prêmio Multishow | Artista revelación                     | Thiago Pantaleão                               | Nominado  | [ 28 ] [ 29 ] |
| 2023 | Prêmio Biscoito  | Revelação do Vale                      | Thiago Pantaleão                               | Nominado  | [ 30 ]        |
| 2023 | Prêmio Biscoito  | Coreo do Vale                          | Fim do Mundo                                   | Nominado  | [ 30 ]        |
| 2023 | Prêmio Biscoito  | Feat del año                           | «Sócia» (Aretuza Lovi, Thiago feat. Lia Clark) | Nominado  | [ 30 ]        |
| 2023 | Prêmio Biscoito  | Hit do Vale                            | «Desculpa por Eu Não Te Ama»                   | Nominado  | [ 30 ]        |
| 2023 | Prêmio Biscoito  | Álbum do Vale                          | Fim do Mundo                                   | Nominado  | [ 30 ]        |